# Plonéour-Lanvern
Plonéour-Lanvern è un comune francese di 5 866 abitanti situato nel dipartimento del Finistère nella regione della Bretagna.

## Società

### Evoluzione demografica
Abitanti censiti